# Escopetero

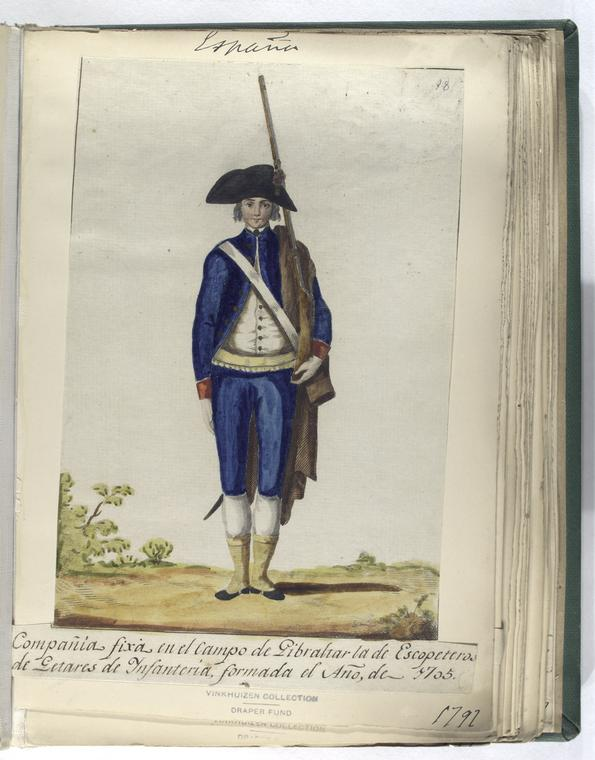
Escopetero de la Compañía de Getares del Campo de Gibraltar creada en 1755

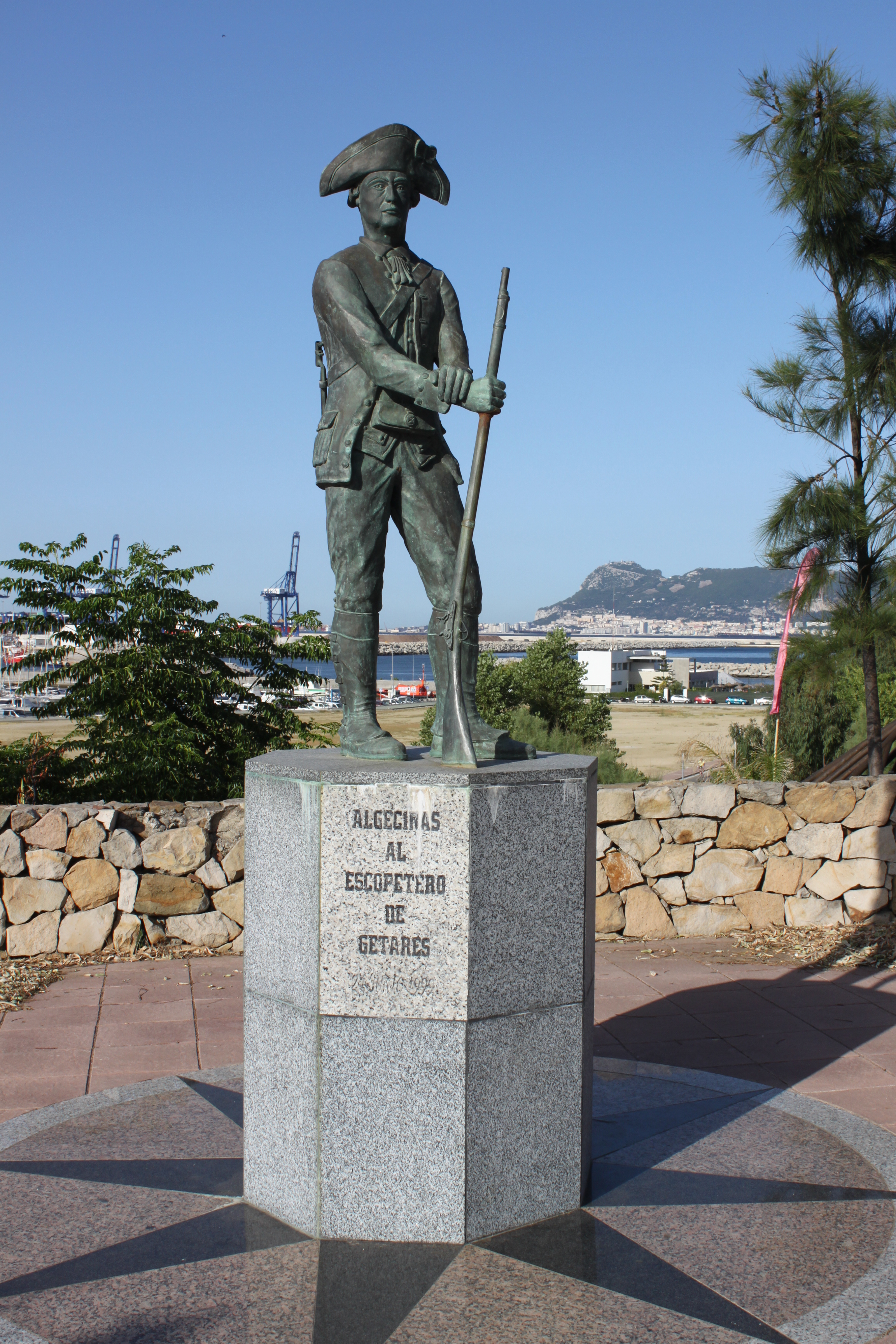
Estatua de un escopetero, Algeciras

El escopetero fue un soldado de infantería o caballería armado con una escopeta. Siendo la escopeta a principios del siglo XVI un arma de fuego de avancarga accionada con llave de mecha y en el siglo XVIII un arma - igualmente de avancarga - accionada con llave de chispa.

## Escopeteros en la historia militar de España

### Reinado de los Reyes Católicos
Durante el reinado de los Reyes Católicos el infante armado con un arma de fuego portátil era denominado espingardero, siendo el arma que empleaba la espingarda. La infantería del cuerpo expedicionario que partió de España al mando del Gran Capitán para participar en el Asedio de Cefalonia, y que después luchó en la segunda guerra de Nápoles estaba integrada por espingarderos, ballesteros y lanceros. Sin embargo, a partir de la expedición de Cisneros a Orán en 1509 las especialidades de los peones eran las de piquero, ballestero o escopetero.

### Reinado de Carlos I de España
Durante el reinado de Carlos I de España el escopetero va a convivir con el soldado denominado arcabucero, portando este último un arma de mayor calibre y potencia que el anterior. Cuando en 1536 se establece la ordenanza que da nacimiento a la organización de los Tercios, no se hace ya mención del escopetero, y durante todo el siglo XVI y XVII el infante armado con arma de fuego, será un arcabucero, o bien, desde la década de 1560, un mosquetero. No obstante, la voz escopetero se continuará usando durante los siglos XVI y XVII en referencia a soldados norteafricanos o turcos.

### Escopetero a caballo
De la misma manera que hubo ballesteros a caballo y espingarderos a caballo, también hubo durante el reinado de los Reyes Católicos y durante el del Emperador Carlos escopeteros a caballo, para después, ser sustituidos por arcabuceros a caballo.

### Época de los Borbones
Durante la época de los Borbones, hubo algunas unidades de escopeteros, como los escopeteros a caballo de la plaza de Ceuta o los Escopeteros de Getares.